# Heinrich von Kleist
Heinrich von Kleist (nom complet: Bernd Heinrich Wilhelm von Kleist, Frankfurt de l'Oder, Brandenburg, 18 d'octubre o, d'acord amb l'autor, 10 d'octubre de 1777 - Kleiner Wannsee (ara un districte de Berlín), Potsdam, 21 de novembre de 1811) fou un dramaturg, narrador, novel·lista i poeta alemany. Kleist fou un "foraster en la vida literària del seu temps [anant...] més enllà dels valors establerts" i dels períodes literaris del classicisme de Weimar i del romanticisme. És conegut sobretot pel seu "drama cavallerescohistòric" Das Käthchen von Heilbronn (La Caterineta de Heilbronn), les seves comèdies Der zerbrochne Krug (El càntir trencat) i Amphitryon (Amfitrió), la tragèdia Penthesilea (Pentesilea) i les seves novel·letes Michael Kohlhaas i Die Marquise von O… (La marquesa d'O...).

## Obra

### Obres de teatre
- Robert Guiskard, Herzog der Normänner (Robert Guiscard, Duc dels Normans), (fragment), escrit el 1802–1803, aparegut l'abril-maig del 1808 en Phöbus. Estrenada el 6 d'abril 1901 al teatre "Berliner Theater", a Berlín.
- Die Familie Schroffenstein (La família Schroffenstein), apareguda com a obra anònima el 1803. Estrenada el 9 de gener 1804 a Graz.
- Der zerbrochne Krug (El càntir trencat), escrita entre el 1803–1806. Estrenada el 2 marc 1808 al "Hoftheater" a Weimar.
- Amfitrió, publicada el 1807. Estrenada pòstumament el 8 d'abril 1899 al "Neues Theater am Schiffbauerdamm", a Berlín.
- Die Hermannsschlacht (La batalla d'en Hermann), completada el 1808, publicada pòstumament el 1821 (Ludwig Tieck, editor), i estrenada el 18 d'octubre 1860 a Breslau (en versió de Feodor Wehl).
- Penthesilea (Pentesilea), publicada el 1808. Estrenada pòstumament el maig del 1876 al "Königlichen Schauspielhaus", a Berlín, i a la qual posà música el compositor italià Alfredo Mandelli.[3] El compositor suís Othmar Schoeck va compondre una òpera basada en aquesta obra, estrenada en 1927.
- Das Käthchen von Heilbronn oder Die Feuerprobe. Ein großes historisches Ritterschauspiel (La Caterineta de Heilbronn, o La prova de foc. Un gran drama cavalleresc històric), escrita el 1807–1808, fragments apareguts en Phöbus el 1808, estrenada el 17 de març 1810 al "Theater an der Wien", a Viena. Publicada en versió revisada el 1810.
- Prinz Friedrich von Homburg (El príncep Frederic d'Homburg), creada el 1809–1811 i estrenada pòstumament el 3 d'octubre 1821 com a Die Schlacht vom Fehrbellin (La batalla prop de Fehrbellin) al "Burgtheater", a Viena.

### Relats o novel·letes

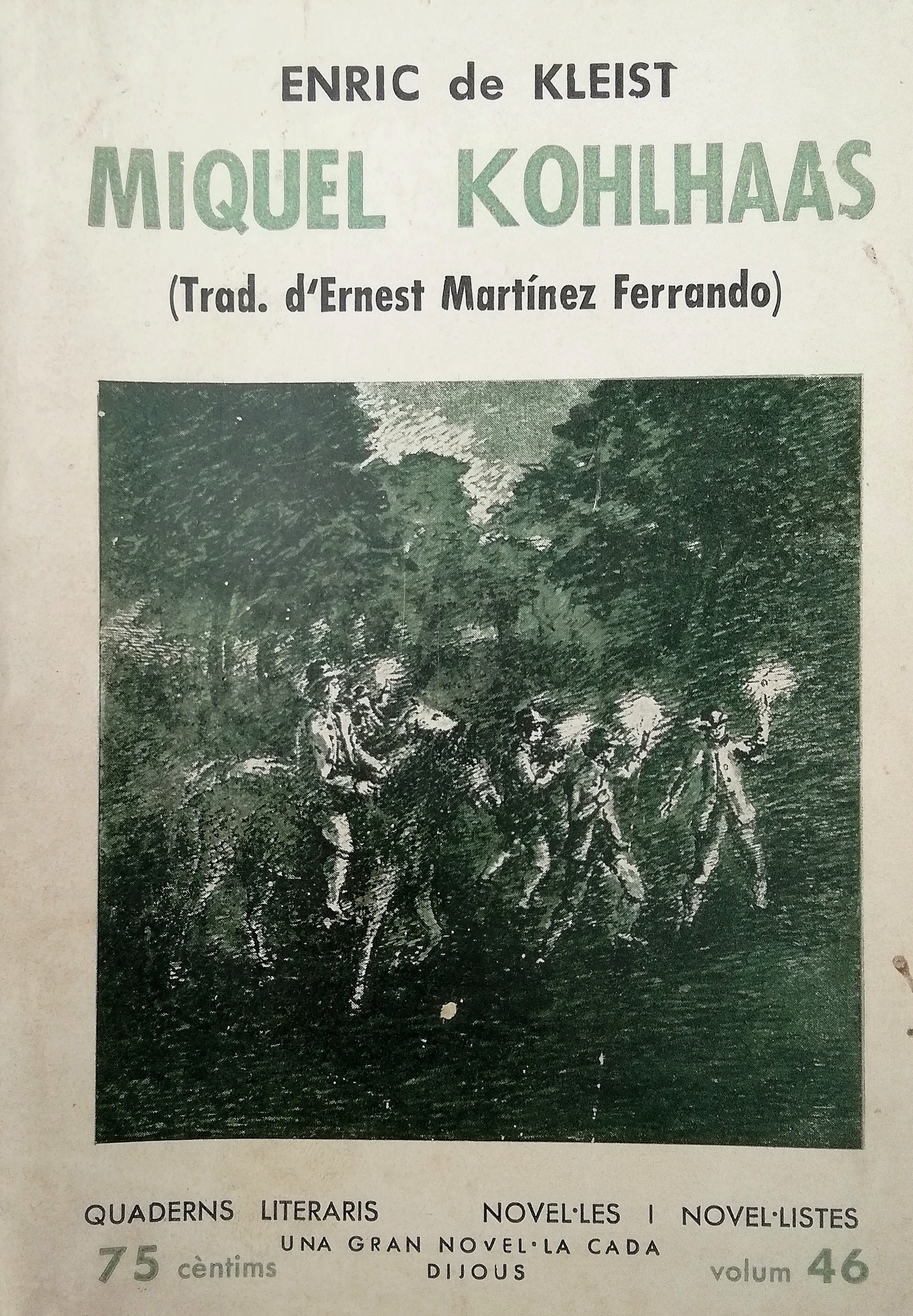
Michael Kohlhaas de Heinrich von Kleist, en una traducció catalana publicada a Barcelona l'any 1935 dins la col·lecció Quaderns Literaris

- Michael Kohlhaas de Heinrich von Kleist, en una traducció catalana publicada a Barcelona l'any 1935 dins la col·lecció Quaderns Literaris Das Erdbeben in Chili (Terratrèmol a Xile), una "novelle" (novel·leta = novel·la relativament curta), apareguda primer amb el títol original de Jeronimo und Josephe (Jerònim i Josep) el 1807 en el diari Cottas Morgenblatt für gebildete Stände, publicada després lleugerament retocada el 1810 dins una col·lecció dels seus relats (Erzählungen, 1. Band - Relats, Volum I).
- Die Marquise von O… (La marquesa d'O...), una novel·leta apareguda el febrer del 1808 en Phöbus, publicada en format llibre en versió revisada el 1810 dins una col·lecció dels seus relats (Erzählungen, 1. Band - Relats, Volum I).
- Michael Kohlhaas. Aus einer alten Chronik (Michael Kohlhaas. D'una crònica antiga), parcialment aparegut el 1808 en Phöbus, publicat en format llibre el 1810 dins una col·lecció dels seus relats (Erzählungen, 1. Band - Relats, Volum I).
- Katechismus der Deutschen (El catecisme dels alemanys), 1809.
- Das Bettelweib von Locarno (La mendicant de Locarno), aparegut l'11 d'octubre 1810 en el "Berliner Abendblätter", publicat en format llibre el 1811 dins una col·lecció dels seus relats (Erzählungen, 2. Band - Relats, Volum II).
- Über das Marionettentheater (Sobre el teatre de marionetes), aparegut el 12-15 de desembre 1810 en el "Berliner Abendblätter". És un amè relat en forma d'una conversa entre 2 desconeguts, un d'ells marionetista, sobre el ball de les marionetes i qüestions tan transcendentals com el seu deslliurament de les forces de la gravetat i la seva superioritat al moviment humà.
- Die heilige Cäcilie oder die Gewalt der Musik. Eine Legende (Santa Cecília o la força de la música. Una llegenda), aparegut el 15–17 novembre 1810 en el "Berliner Abendblätter", publicat en versió més extensa el 1811 dins una col·lecció dels seus relats (Erzählungen, 2. Band - Relats, Volum II).
- Die Verlobung in St. Domingo (L'esposori a Santo Domingo), una novel·leta apareguda del 25 de març fins al 5 d'abril 1811 en el "Der Freimüthige", publicada en format llibre en versió revisada el 1811 dins una col·lecció dels seus relats (Erzählungen, 2. Band - Relats, Volum II).
- Der Findling (El trobat, és a dir, El nen abandonat), publicat el 1811 dins una col·lecció dels seus relats (Erzählungen, 2. Band - Relats, Volum II).
- Der Zweikampf (El duel), publicat el 1811 dins una col·lecció dels seus relats (Erzählungen, 2. Band - Relats, Volum II).
- Über die allmähliche Verfertigung der Gedanken beim Reden (Sobre la progressiva fabricació del pensament en parlar), publicat pòstumament el 1878.

### Anècdotes
- Anekdoten (Anècdotes), aparegudes en el transcurs dels 1810 i 1811 en el "Berliner Abendblätter" –una de les més conegudes entre aquestes fou l'Anècdota sobre l'última guerra prussiana (Anekdote aus dem letzten preußischen Kriege).

## Traduccions al català
- Enric de Kleist. Miquel de Kohlhaas. Traducció d'Ernest Martínez Ferrando. Barcelona: Editorial Catalana, 1921. Inclou diverses obres de l'autor. Més tard reeditat l'any 1935 dins la col·lecció Quaderns Literaris.
- Novalis i Heinrich von Kleist. Novel·les i narracions romàntiques. Les millors obres de la literatura universal (MOLU), Barcelona: Edicions 62, 1981. Inclou les novel·letes Michael Kohlhaas, La marquesa d'O (aquestes últimes en traducció d'Ernest Martínez Ferrando, del 1921) i La mendicant de Locarno (traducció de Manuel Carbonell).
- El càntir trencat (Der zerbrochne Krug). Traducció de Feliu Formosa. Barcelona, Institut del Teatre de la Diputació de Barcelona, 1988 (Col·lecció Popular de Teatre Clàssic Universal).
- Michael Kohlhaas. Traducció de Jaume Ortolà. Barcelona: Riurau Editors, 2009. El 2013 es va publicar una nova traducció de Jaume Creus, amb l'Avenç.
- El príncep d'Homburg (Prinz Friedrich von Homburg). Traducció de Jaume Ortolà. Barcelona: Riurau Editors, 2009.
- Enric de Kleist. Sobre el teatre de marionetes (Über das Marionettentheater), un relat que va aparèixer del 12 al 15 de desembre del 1810 en el diari Berliner Abendblätter. Traduït per MSdM (Mireia Soler), ECF (Enric Casasses Figueres) i StH (Stella Hagemann). Dibuixat per Stella Hagemann. Edicions Roure, 2010. Edició limitada. És un amè relat en forma d'una conversa entre 2 desconeguts, un d'ells marionetista, sobre el ball de les marionetes i qüestions tan transcendentals com el seu deslliurament de les forces de la gravetat i la seva superioritat al moviment humà.
- Heinrich von Kleist, Sobre el teatre de titelles i altres escrits. Traducció i introducció d'Anna Montané Forasté. Girona: Papers amb accent, 2011.